# Emīls Vasermanis
Emīls Vasermanis (21 de diciembre de 1995) es un deportista letón que compite en tiro, en la modalidad de pistola. Ganó una medalla de oro en el Campeonato Europeo de Tiro de 2024, en la prueba de pistola 50 m.

## Palmarés internacional
| Campeonato Europeo | Campeonato Europeo | Campeonato Europeo | Campeonato Europeo |
| Año                | Lugar              | Medalla            | Prueba             |
| ------------------ | ------------------ | ------------------ | ------------------ |
| 2024               | Osijek (Croacia)   | Medalla de oro     | Pistola 50 m       |